# Diócesis de Trujillo en Honduras
La diócesis de Trujillo en Honduras (en latín: Dioecesis Truxillensis in Honduria) es una circunscripción eclesiástica de la Iglesia católica en Honduras. Se trata de una diócesis latina, sufragánea de la arquidiócesis de San Pedro Sula. Desde el 10 de marzo de 2023 su obispo es Jenry Orlando Ruiz Mora.

## Territorio y organización
La diócesis tiene 25 296 km² y extiende su jurisdicción sobre los fieles católicos de rito latino residentes en los departamentos de Colón y Gracias a Dios.
La sede de la diócesis se encuentra en la ciudad de Trujillo, en donde se halla la Catedral de San Juan Bautista.
En 2022 en la diócesis existían 10 parroquias.

## Historia
Trujillo fue sede de la primera diócesis del territorio hondureño desde 1531 hasta 1561, cuando se trasladó a Comayagua. En 1916 se trasladó nuevamente a Tegucigalpa, dando origen a la arquidiócesis de Tegucigalpa.
La diócesis actual fue erigida el 3 de julio de 1987 mediante la bula Pro Supremi del papa Juan Pablo II, obteniendo el territorio de la diócesis de San Pedro Sula (hoy arquidiócesis).
Originalmente sufragánea de la arquidiócesis de Tegucigalpa, el 26 de enero de 2023 pasó a formar parte de la provincia eclesiástica de San Pedro Sula.

## Estadísticas
Según el Anuario Pontificio 2023 la diócesis tenía a fines de 2022 un total de 242 000 fieles bautizados.
| Año                                                                             | Población            | Población | Población      | Sacerdotes | Sacerdotes    | Sacerdotes    | Bautizados por sacerdote | Diáconos permanentes | Religiosos | Religiosos | Parroquias |
| Año                                                                             | Bautizados católicos | Total     | % de católicos | Total      | Clero secular | Clero regular | Bautizados por sacerdote | Diáconos permanentes | Varones    | Mujeres    | Parroquias |
| ------------------------------------------------------------------------------- | -------------------- | --------- | -------------- | ---------- | ------------- | ------------- | ------------------------ | -------------------- | ---------- | ---------- | ---------- |
| 1990                                                                            | 170 000              | 200 000   | 85.0           | 12         |               | 12            | 14 166                   |                      | 14         | 19         | 7          |
| 1999                                                                            | 212 700              | 248 800   | 85.5           | 17         | 4             | 13            | 12 511                   |                      | 15         | 33         | 9          |
| 2000                                                                            | 212 700              | 248 800   | 85.5           | 17         | 4             | 13            | 12 511                   |                      | 15         | 33         | 9          |
| 2001                                                                            | 227 000              | 265 000   | 85.7           | 15         | 3             | 12            | 15 133                   |                      | 14         | 28         | 10         |
| 2002                                                                            | 195 000              | 256 000   | 76.2           | 14         | 2             | 12            | 13 928                   |                      | 13         | 31         | 9          |
| 2003                                                                            | 230 000              | 267 000   | 86.1           | 29         | 6             | 23            | 7931                     |                      | 25         | 40         | 10         |
| 2004                                                                            | 190 000              | 283 000   | 67.1           | 19         | 8             | 11            | 10 000                   |                      | 13         | 33         | 10         |
| 2010                                                                            | 230 000              | 327 000   | 70.3           | 20         | 6             | 14            | 11 500                   |                      | 15         | 25         | 10         |
| 2014                                                                            | 250 000              | 355 000   | 70.4           | 21         | 7             | 14            | 11 904                   |                      | 16         | 29         | 10         |
| 2017                                                                            | 259 400              | 369 400   | 70.2           | 25         | 8             | 17            | 10 376                   |                      | 17         | 30         | 10         |
| 2020                                                                            | 237 500              | 447 876   | 53.0           | 21         | 10            | 11            | 11 309                   |                      | 11         | 27         | 10         |
| 2022                                                                            | 242 000              | 457 000   | 53.0           | 20         | 10            | 10            | 12 100                   |                      | 11         | 26         | 10         |
| Fuente: Catholic-Hierarchy, que a su vez toma los datos del Anuario Pontificio. |                      |           |                |            |               |               |                          |                      |            |            |            |

## Episcopologio
- Virgilio López Irias, O.F.M. † (3 de julio de 1987-22 de junio de 2004 falleció)
- Luis Felipe Solé Fa, C.M. (18 de marzo de 2005-10 de marzo de 2023 retirado)
- Jenry Orlando Ruiz Mora, desde el 10 de marzo de 2023